# Győr-Sopron-Ebenfurti Vasút

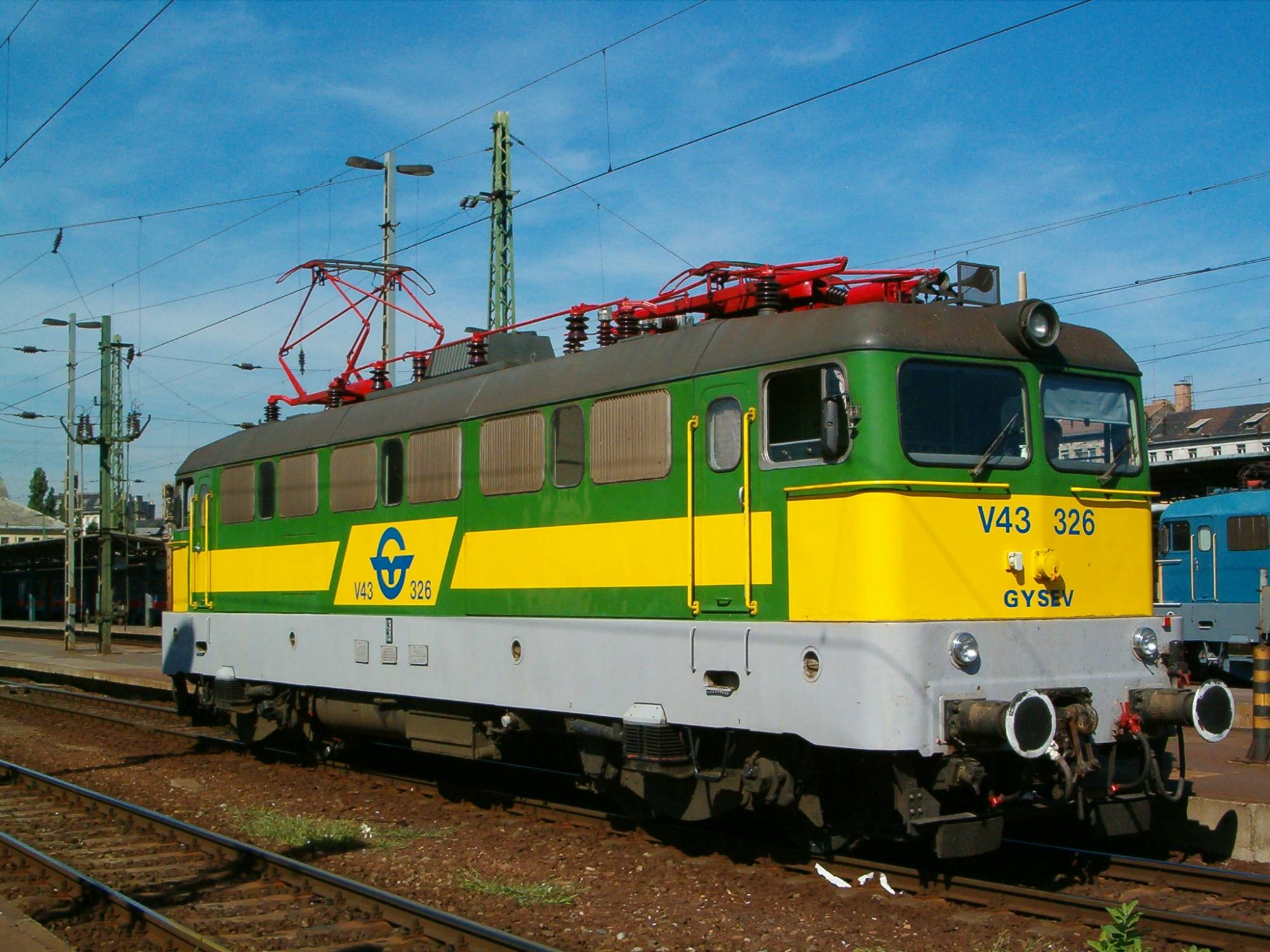
GySEV V43

Győr–Sopron–Ebenfurti Vasút Zrt., německy Raaberbahn AG, do roku 2008 Raab–Ödenburg–Ebenfurter Eisenbahn AG (VKM: GYSEV) je jedním z dopravců a provozovatelů dráhy v Maďarsku. GYSEV je samostatná maďarsko–rakouská železniční společnost, působící nepřetržitě od roku 1872 a to i v období studené války.

## Majitelé
Společnost GYSEV je v majetku tří subjektů:
- Maďarská republika vlastní 65,64%
- Republika Rakousko vlastní 28,24%
- společnost Strabag SE vlastní 6,12%

## Tratě

Mapa tratí GYSEV (červeně) a okolních železničních společností

GYSEV provozuje železniční dopravu na 85 kilometrů dlouhé trati mezi městy Győr – Sopron a na 82 kilometrů dlouhém navazujícím úseku, který vede již přes rakouský Wulkaprodersdorf do Ebenfurthu.
Společnost vlastní a provozuje tratě:
- Győr – Sopron – Ebenfurth
- Sopron – Szombathely

Dále společnost provozuje tratě:
- Szombathely – Szentgotthárd
- Neusiedl am See – Fertőszentmiklós
- Szombathely – Kőszeg
- Körmend – Zalalövő
- (Bratislava –) Rajka – Hegyeshalom – Porpác

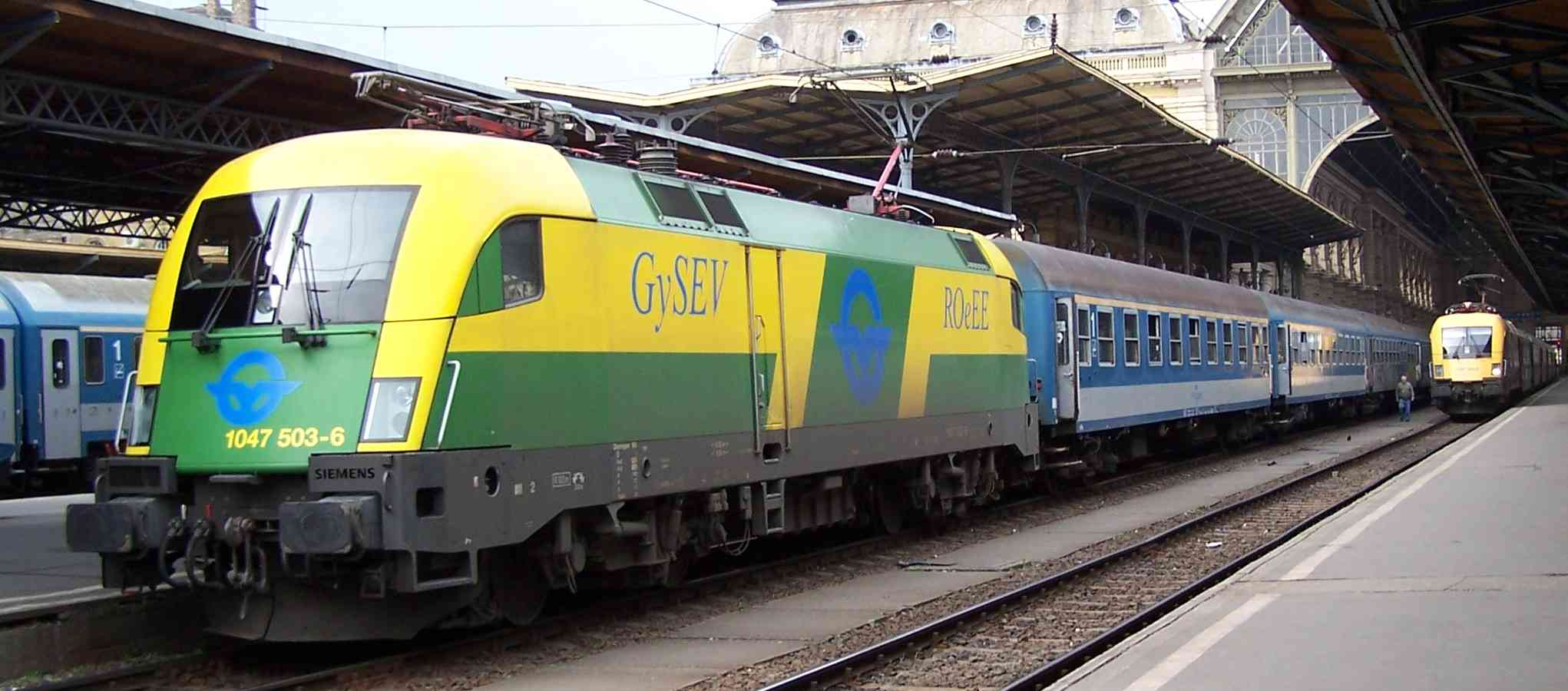
Lokomotiva 1047.5 (GYSEV)

- Porpác – Szombathely
- Szombathely – Zalaszentiván

## Vozidla

### Elektrické lokomotivy
Ganz V43 • Siemens Taurus 1047 • Siemens Taurus 1116 • Siemens Vectron

### Elektrické jednotky
Stadler FLIRT • Siemens Desiro ML

### Motorové lokomotivy
Ganz–MÁVAG M40 • Ganz–Hunslet M42 • Ganz M44

### Motorové vozy
Jenbacher 5047 / 247 • Jenbacher 5147

Sopron